# 麴姓
麴姓（Wade-Gilos：Chu，通用拼音：Chiu）是一个中文姓氏。

## 淵源
麴姓在百家姓中排名第206位。麴姓始祖系出姬姓，黃帝第9代鞠陶，姓鞠，後改麴。
在中国大陆，「麴」字曾因《簡化字總表》合并簡化而改成了「曲」字，並將「麴姓」與「曲姓」合而為一。自《通用规范汉字表》于2013年頒布起（「麹」於三級字表，序號7748），已將「麴」字恢復並類推簡化成「麹」字，故大陸最新規範以「麹」為「麴」的簡體正寫，「麴姓」與「曲姓」不再合而為一。